# Шефер, Давид Григорьевич
Давид Григорьевич Шефер  (1 декабря 1898, с. Малые Степанцы, Каневский уезд, Киевская губерния, Российская империя — 4 июня 1978, Свердловск, РСФСР, СССР) — ученый-медик, советский невропатолог, нейрохирург, заслуженный деятель науки РСФСР (1955).

## Биография
Родился 1 декабря 1898 года в Киевской губернии, откуда его семья вскоре переехала в Астрахань.
В 1917 году окончил с серебряной медалью гимназию и поступил на медицинский факультет Саратовского университета. Гражданская война не дала закончить учебу. Как студента-медика, его отправили на фронт в Красную Армию. Служил начальником прививочного отряда на Царицынском фронте, где проводил профилактические прививки бойцам против брюшного тифа. После окончании войны вернулся в Саратовский университет, где продолжил учебу, одновременно работая фельдшером.
В июне 1922 года закончил Саратовский университет и был распределен в Астрахань. Там работал в клинике нервных болезней Астраханского медицинского института. С 1925 года переехал в Ростов-на-Дону, где работал в клинике нервных болезней и нейрохирургии Ростовского медицинского института под руководством профессора П. И. Эмдина. Учился на кафедре в аспирантуре, своим учителем считал научного руководителя, профессора П. И. Эмдина.
В Ростове-на-Дону в 1936 году защитил докторскую диссертацию на тему «Рентгеновские лучи и центральная нервная система», получил ученую степень доктора медицинских наук.
С 1937 года работал зав. кафедрой нервных болезней и нейрохирургии Свердловского медицинского института. Стал создателем уральской школы неврологии.
В годы Великой Отечественной войны работал главным невропатологом и нейрохирургом Уральского военного округа. Подполковник медицинской службы.
Под руководством Д. Г. Шефера было подготовлено и защищено 59 кандидатских и 20 докторских диссертаций,
Область научных интересов: диагностика, патогенез и лечения опухолей головного мозга, нейроинфекции, заболевания вегетативной нервной системы, эпилепсии, сосудистые заболевания мозга, проблемы профессиональной патологии периферической нервной системы и др.
Был членом Правления Всесоюзного общества невропатологов и психиатров, Всесоюзного общества нейрохирургов, редактором журнала «Неврология» БМЭ, членом нескольких зарубежных научных медицинских обществ.
Скончался 4 июня 1978 года. Похоронен на почетной секции Широкореченского кладбища.

### Семья
Мать — Шефер Рахиль Соломоновна (1876 — 21.10.1963), похоронена на Восточном кладбище Екатеринбурга.
Жена — Шефер-Гольдельман Анна Григорьевна (30.06.1912 — 2000), профессор, доктор медицинских наук, похоронена вместе с мужем.

## Награды и звания
- Орден Ленина.
- Орден Трудового Красного Знамени.
- Орден Отечественной войны 2 степени (20.11.1944).
- Орден Красной Звезды (11.07.1945).
- 8 медалей, в том числе «За победу над Германией в Великой Отечественной войне 1941—1945 гг.» (09.05.1945)[1].
- Заслуженный деятель науки РСФСР (1962).

## Труды
Давид Григорьевич Шефер является автором около 300 научных работ, в том числе монографий:
- Рентгеновские лучи и центральная нервная система, дисс. — Ростов н/Д., 1936;
- Нейроинфекции на Урале, сб. 1—2. — Свердловск, 1940—1948 (авт. ряда гл. и ред.);
- Диагностика и лечение огнестрельных ранений периферических нервов. — Свердловск — М., 1944 (совм. с Колик М. Э.);
- Острый полиомиелит. — Свердловск, 1957 (совм. с Гринкевич О. В.); Опухоли мозга. — Свердловск, 1958 (авт. ряда гл. и ред.);
- Гипоталамические (диэнцефальные) синдромы. — М., 1962, 1971;
- Скорая помощь при мозговом инсульте. — Свердловск, 1965; Д., 1970 (совм. с др.);
- Клиника, диагностика и лечение острых нарушений мозгового кровообращения. — Свердловск: [б. и.], 1977 (авт. ряда гл. и ред. совм. с Крупиным E. Н.).